# 尤哈尼·拉赫蒂宁
尤哈尼·拉赫蒂宁（芬蘭語：Juhani Lahtinen，1938年9月28日—2018年3月8日），芬兰男子冰球运动员。他曾代表芬兰参加1960年和1964年冬季奥林匹克运动会冰球比赛，分别获得第七名和第六名。